# Savigny-en-Sancerre
Pour les articles homonymes, voir Savigny.
Savigny-en-Sancerre est une commune française située dans le département du Cher, en région Centre-Val de Loire.

## Géographie
Savigny-en-Sancerre se situe à 10 km de Cosne-Cours-sur-Loire, à 5 km de Boulleret et à 5 km de Léré, qui sont des communes limitrophes. La commune est située dans le nord de l'ancienne province du Berry.

### Hydrographie
La commune est traversée par la rivière de la Judelle qui prend sa source dans la partie sud-ouest du territoire communal.

### Climat
Pour des articles plus généraux, voir Climat du Centre-Val de Loire et Climat du Cher.
En 2010, le climat de la commune est de type climat océanique dégradé des plaines du Centre et du Nord, selon une étude du CNRS s'appuyant sur une série de données couvrant la période 1971-2000. En 2020, Météo-France publie une typologie des climats de la France métropolitaine dans laquelle la commune est exposée à un climat océanique altéré et est dans la région climatique  Centre et contreforts nord du Massif Central, caractérisée par un air sec en été et un bon ensoleillement. 
Pour la période 1971-2000, la température annuelle moyenne est de 10,7 °C, avec une amplitude thermique annuelle de 15,5 °C. Le cumul annuel moyen de précipitations est de 794 mm, avec 11,7 jours de précipitations en janvier et 7,4 jours en juillet. Pour la période 1991-2020, la température moyenne annuelle observée sur la station météorologique la plus proche, située sur la commune de Léré à 6 km à vol d'oiseau, est de 11,6 °C et le cumul annuel moyen de précipitations est de 710,5 mm,. Pour l'avenir, les paramètres climatiques de la commune estimés pour 2050 selon différents scénarios d'émission de gaz à effet de serre sont consultables sur un site dédié publié par Météo-France en novembre 2022.

## Urbanisme

### Typologie
Au 1er janvier 2024, Savigny-en-Sancerre est catégorisée commune rurale à habitat dispersé, selon la nouvelle grille communale de densité à 7 niveaux définie par l'Insee en 2022.
Elle est située hors unité urbaine. Par ailleurs la commune fait partie de l'aire d'attraction de Cosne-Cours-sur-Loire, dont elle est une commune de la couronne,. Cette aire, qui regroupe 30 communes, est catégorisée dans les aires de moins de 50 000 habitants,.

### Occupation des sols
L'occupation des sols de la commune, telle qu'elle ressort de la base de données européenne d’occupation biophysique des sols Corine Land Cover (CLC), est marquée par l'importance des territoires agricoles (85,2 % en 2018), une proportion identique à celle de 1990 (85,3 %). La répartition détaillée en 2018 est la suivante : 
prairies (37,4 %), terres arables (34,6 %), forêts (14 %), zones agricoles hétérogènes (13,2 %), zones urbanisées (0,8 %).
L'évolution de l’occupation des sols de la commune et de ses infrastructures peut être observée sur les différentes représentations cartographiques du territoire : la carte de Cassini (XVIIIe siècle), la carte d'état-major (1820-1866) et les cartes ou photos aériennes de l'IGN pour la période actuelle (1950 à aujourd'hui).

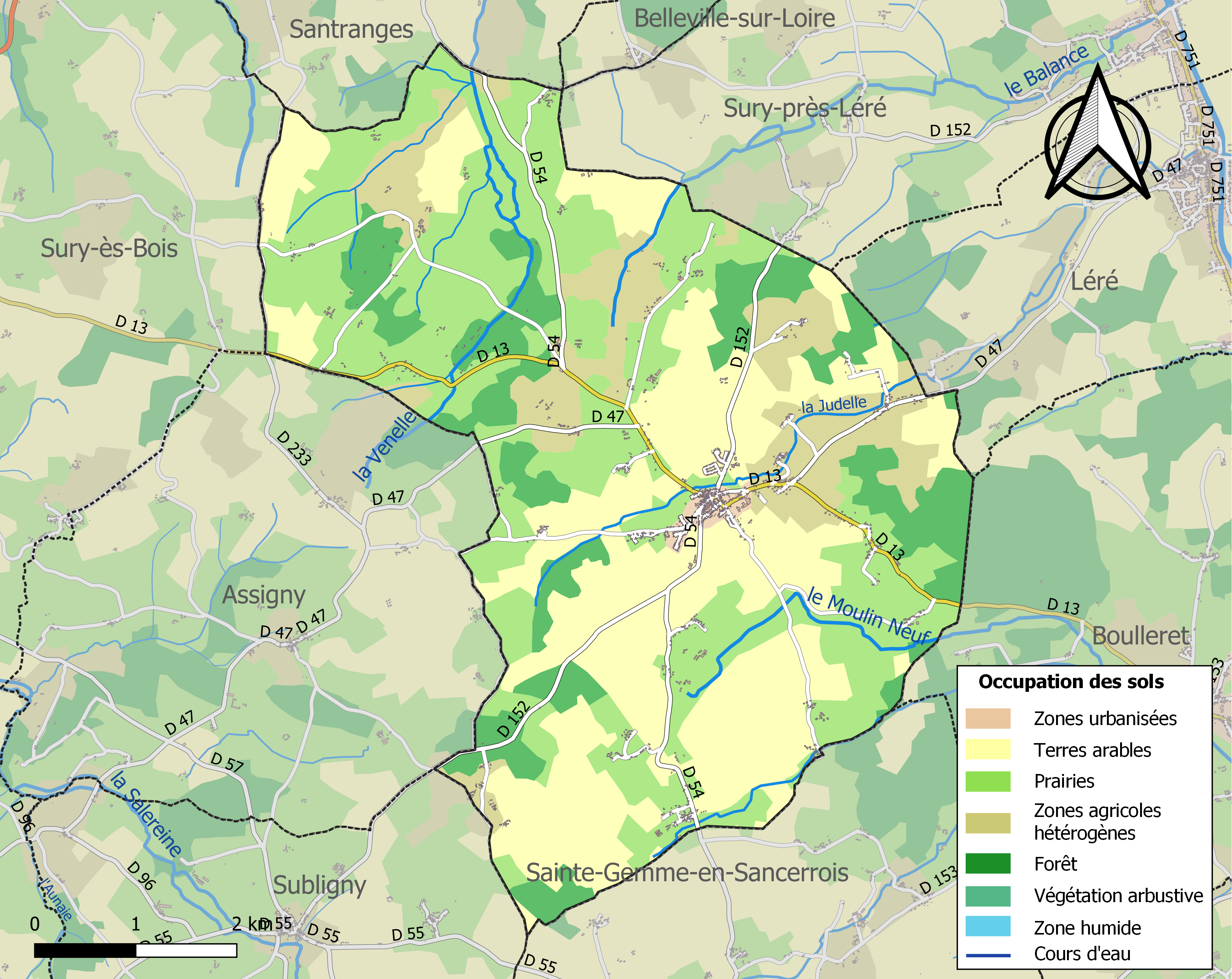
Carte des infrastructures et de l'occupation des sols de la commune en 2018 (CLC).

### Risques majeurs
Le territoire de la commune de Savigny-en-Sancerre est vulnérable à différents aléas naturels : météorologiques (tempête, orage, neige, grand froid, canicule ou sécheresse), mouvements de terrains et séisme (sismicité très faible). Il est également exposé à deux risques technologiques, le transport de matières dangereuses et. Un site publié par le BRGM permet d'évaluer simplement et rapidement les risques d'un bien localisé soit par son adresse soit par le numéro de sa parcelle.

#### Risques naturels

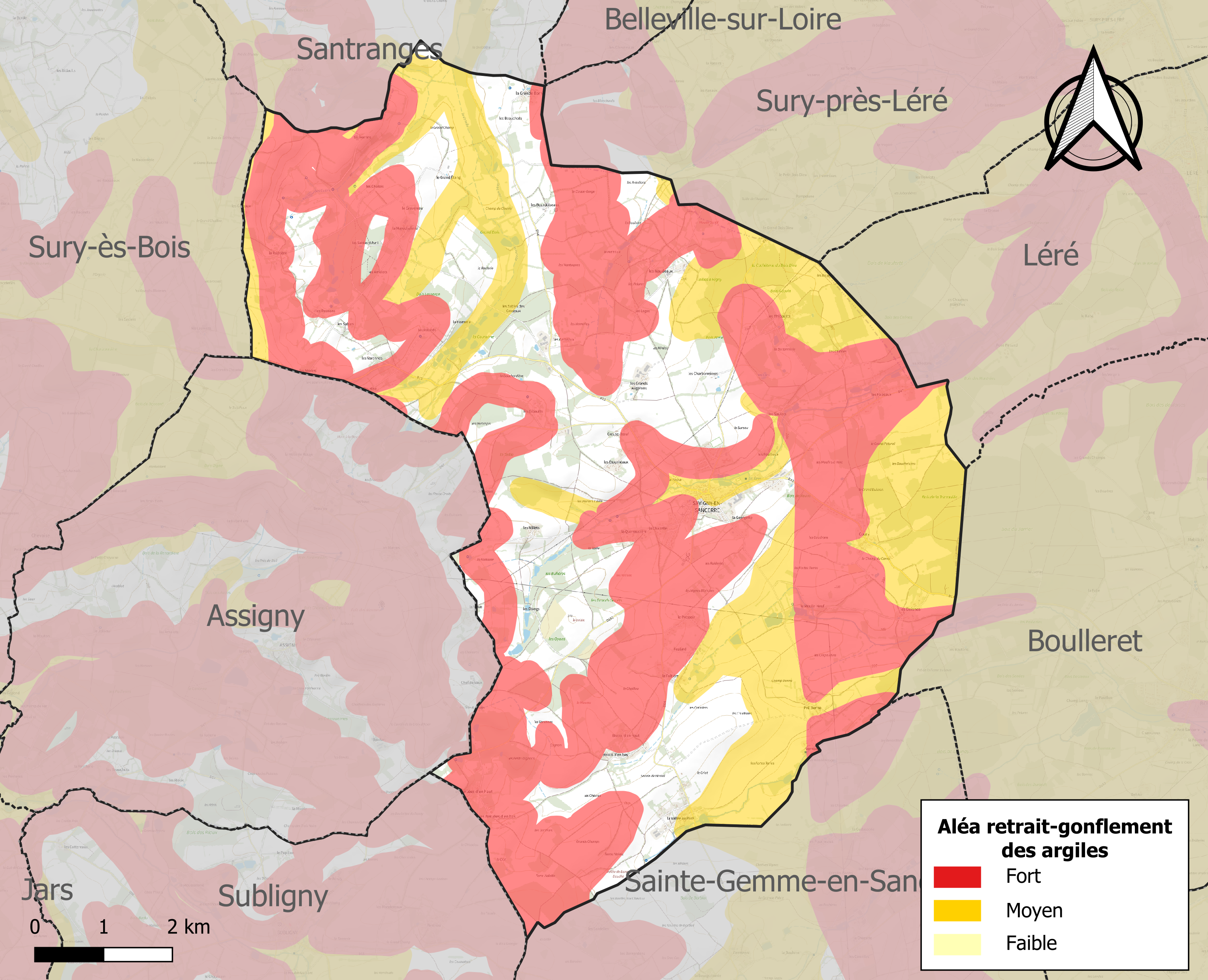
Carte des zones d'aléa retrait-gonflement des sols argileux de Savigny-en-Sancerre.

La commune est vulnérable au risque de mouvements de terrains constitué principalement du retrait-gonflement des sols argileux. Cet aléa est susceptible d'engendrer des dommages importants aux bâtiments en cas d’alternance de périodes de sécheresse et de pluie. 73,8 % de la superficie communale est en aléa moyen ou fort (90 % au niveau départemental et 48,5 % au niveau national). Sur les 723 bâtiments dénombrés sur la commune en 2019, 551 sont en aléa moyen ou fort, soit 76 %, à comparer aux 83 % au niveau départemental et 54 % au niveau national. Une cartographie de l'exposition du territoire national au retrait gonflement des sols argileux est disponible sur le site du BRGM,.
Concernant les mouvements de terrains, la commune a été reconnue en état de catastrophe naturelle au titre des dommages causés par la sécheresse en 2003, 2011, 2018 et 2019 et par des mouvements de terrain en 1999.

#### Risques technologiques
Le risque de transport de matières dangereuses sur la commune est lié à sa traversée par des infrastructures routières ou ferroviaires importantes ou la présence d'une canalisation de transport d'hydrocarbures. Un accident se produisant sur de telles infrastructures est en effet susceptible d’avoir des effets graves au bâti ou aux personnes jusqu’à 350 m, selon la nature du matériau transporté. Des dispositions d’urbanisme peuvent être préconisées en conséquence.
En cas d’accident grave, certaines installations nucléaires sont susceptibles de rejeter dans l’atmosphère de l’iode radioactif. La commune étant située à proximité de la centrale nucléaire de Belleville, elle est exposée au risque nucléaire. À ce titre les habitants de la commune ont bénéficié, à titre préventif, d'une distribution de comprimés d’iode stable dont l’ingestion avant rejet radioactif permet de pallier les effets sur la thyroïde d’une exposition à de l’iode radioactif. En cas d'incident ou d'accident nucléaire, des consignes de confinement ou d'évacuation peuvent être données et les habitants peuvent être amenés à ingérer, sur ordre du préfet, les comprimés en leur possession.

## Toponymie
L'étymologie de Savigny-en-Sancerre vient de Sabiniacum, qui est composé du nom romain Sabinius et du suffixe gaulois -acum. Le "en-Sancerre" vient de la proximité de la ville de Sancerre qui se situe à environ 15 kilomètres.

## Politique et administration

### Liste des maires
| Période                                  | Période   | Identité          | Étiquette | Qualité                       |
| ---------------------------------------- | --------- | ----------------- | --------- | ----------------------------- |
| Les données manquantes sont à compléter. |           |                   |           |                               |
| mars 2001                                | mars 2008 | Dominique Bulteau | UMP       | Ancien Conseiller général     |
| mars 2008                                | En cours  | Thérèse Ruelle,   |           | Cadre de la fonction publique |

## Démographie
L'évolution du nombre d'habitants est connue à travers les recensements de la population effectués dans la commune depuis 1793. Pour les communes de moins de 10 000 habitants, une enquête de recensement portant sur toute la population est réalisée tous les cinq ans, les populations de référence des années intermédiaires étant quant à elles estimées par interpolation ou extrapolation. Pour la commune, le premier recensement exhaustif entrant dans le cadre du nouveau dispositif a été réalisé en 2004.

En 2022, la commune comptait 1 111 habitants, en évolution de +12,11 % par rapport à 2016 (Cher : −2,48 %, France hors Mayotte : +2,11 %).
| 1793  | 1800  | 1806  | 1821  | 1831  | 1836  | 1841  | 1846  | 1851  |
| ----- | ----- | ----- | ----- | ----- | ----- | ----- | ----- | ----- |
| 1 643 | 1 566 | 1 614 | 1 634 | 1 604 | 1 668 | 1 665 | 1 710 | 1 751 |

| 1856  | 1861  | 1866  | 1872  | 1876  | 1881  | 1886  | 1891  | 1896  |
| ----- | ----- | ----- | ----- | ----- | ----- | ----- | ----- | ----- |
| 1 832 | 1 922 | 2 060 | 1 980 | 1 950 | 1 972 | 2 013 | 2 006 | 1 905 |

| 1901  | 1906  | 1911  | 1921  | 1926  | 1931  | 1936  | 1946  | 1954 |
| ----- | ----- | ----- | ----- | ----- | ----- | ----- | ----- | ---- |
| 1 905 | 1 802 | 1 774 | 1 538 | 1 381 | 1 253 | 1 209 | 1 074 | 956  |

| 1962 | 1968 | 1975 | 1982 | 1990 | 1999  | 2004  | 2006  | 2009  |
| ---- | ---- | ---- | ---- | ---- | ----- | ----- | ----- | ----- |
| 918  | 895  | 855  | 891  | 981  | 1 023 | 1 065 | 1 077 | 1 082 |

| 2014  | 2019  | 2022  | - | - | - | - | - | - |
| ----- | ----- | ----- | - | - | - | - | - | - |
| 1 012 | 1 107 | 1 111 | - | - | - | - | - | - |

## Culture locale et patrimoine

### Lieux et monuments
- L'église prieurale romane Saint-Symphorien date du XIIe siècle, et a été agrandie au XIXe siècle. La voûte du chœur comprend des peintures du XVe siècle. À l'origine construite dans un style roman, elle a été modifiée dans le style gothique. Sur le fronton, huit modillons représentent les sept péchés capitaux et l'acédie, péché de langueur des religieux médiévaux.
- La chapelle Notre-Dame-de-Recouvrance, dédiée à la Vierge Marie dans le cimetière, date du XVe siècle.

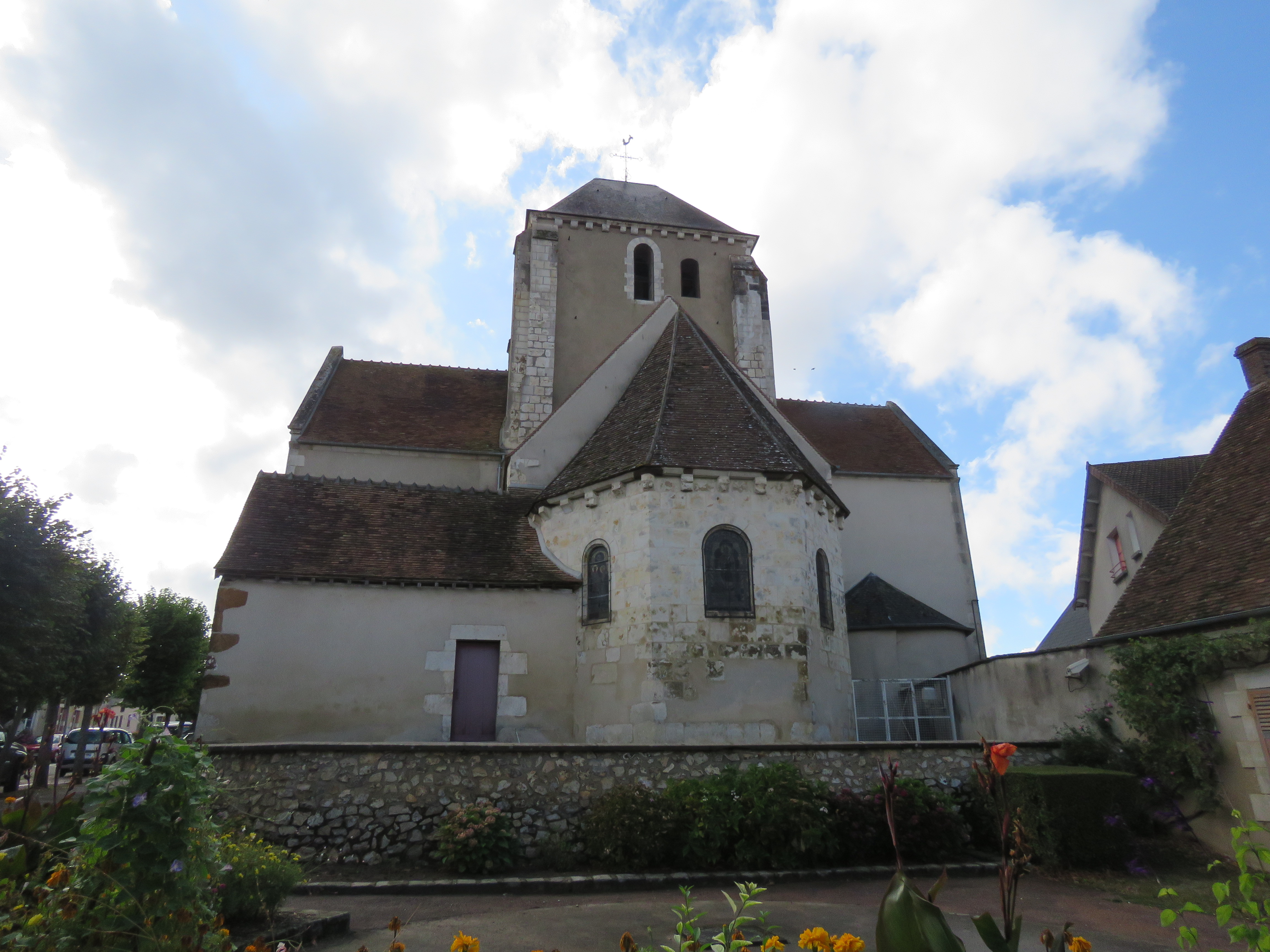
Église Saint-Symphorien
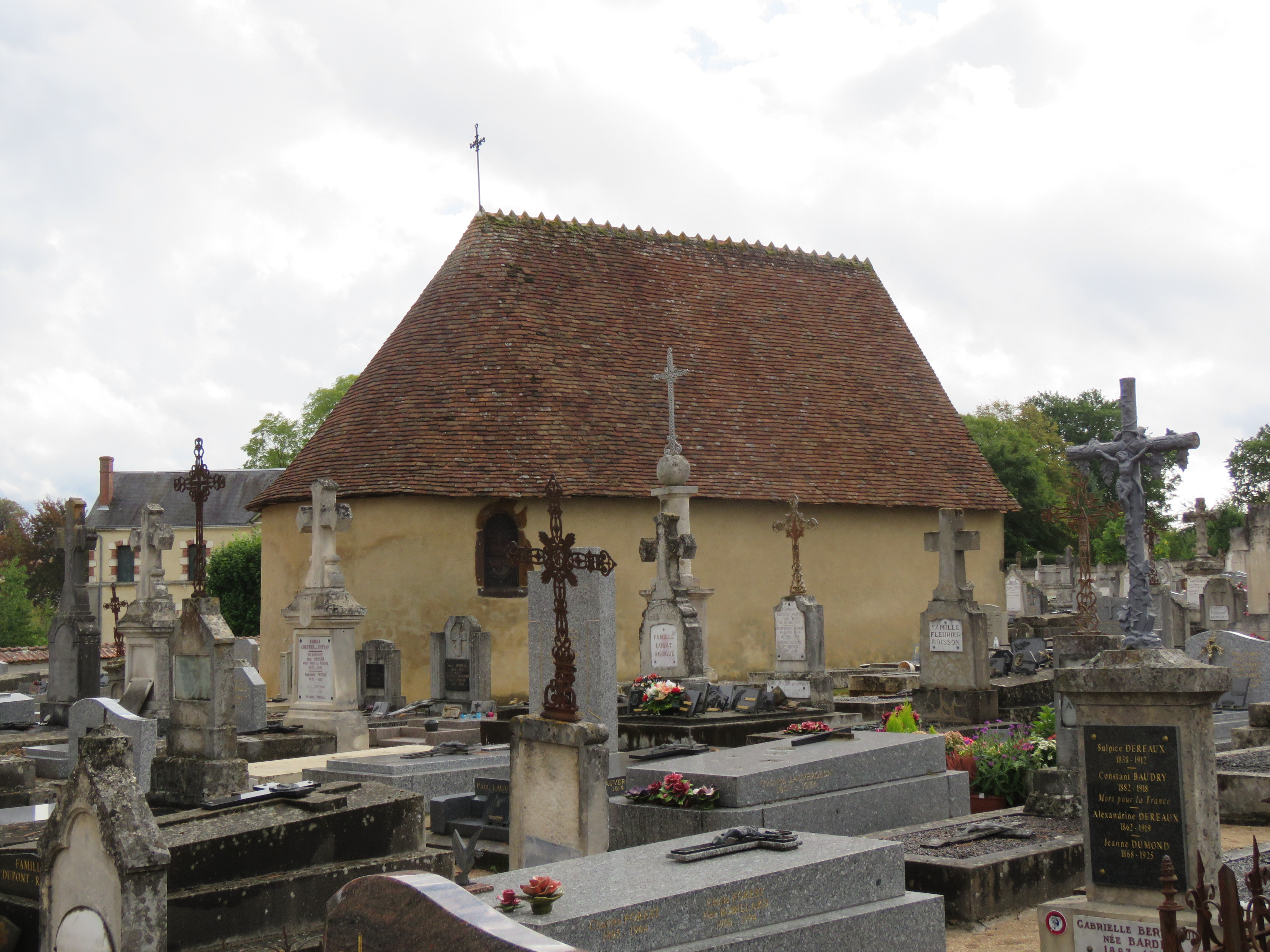
Chapelle Notre-Dame-de-Recouvrance

### Personnalités liées à la commune
- Gustave Ravier (1850-1918), député du Cher et maire de la commune, y est mort.
- Michel Abadie (1866-1922), écrivain et poète, y est décédé.
- Philippe Charpentier (né en 1949), artiste peintre, vit à Savigny-en-Sancerre.

### Héraldique
| Blason de Savigny-en-Sancerre | Les armes de Savigny-en-Sancerre se blasonnent ainsi : De gueules au château donjonné d'or ouvert, ajouré et maçonné de sable, surmonté à dextre d'un bâton de prieur d'argent et à senestre de trois besants du même ordonnés 2 et 1, au chef cousu de sinople chargé d'une grappe de raisin aussi d'or accostée de deux châtaignes du même au hile aussi d'argent. |

### Manifestations culturelles et festivité
- La commune fait partie de l'amicale Les Savigny de France et de Suisse. Cette amicale a vu le jour en 1966 mais n'a pas eu de succès. En 1986, la commune de Savigny-sur-Braye (Loir-et-Cher), relance l'idée de réunir toutes les communes portant comme nom Savigny[25]. Vingt-six communes font partie de cette amicale et se reçoivent une fois par an à tour de rôle. Savigny-en-Sancerre a organisé cette rencontre en 2015.

### Gastronomie
Trois producteurs de fromage crottin de Chavignol sont présents sur la commune.

### Galerie photo

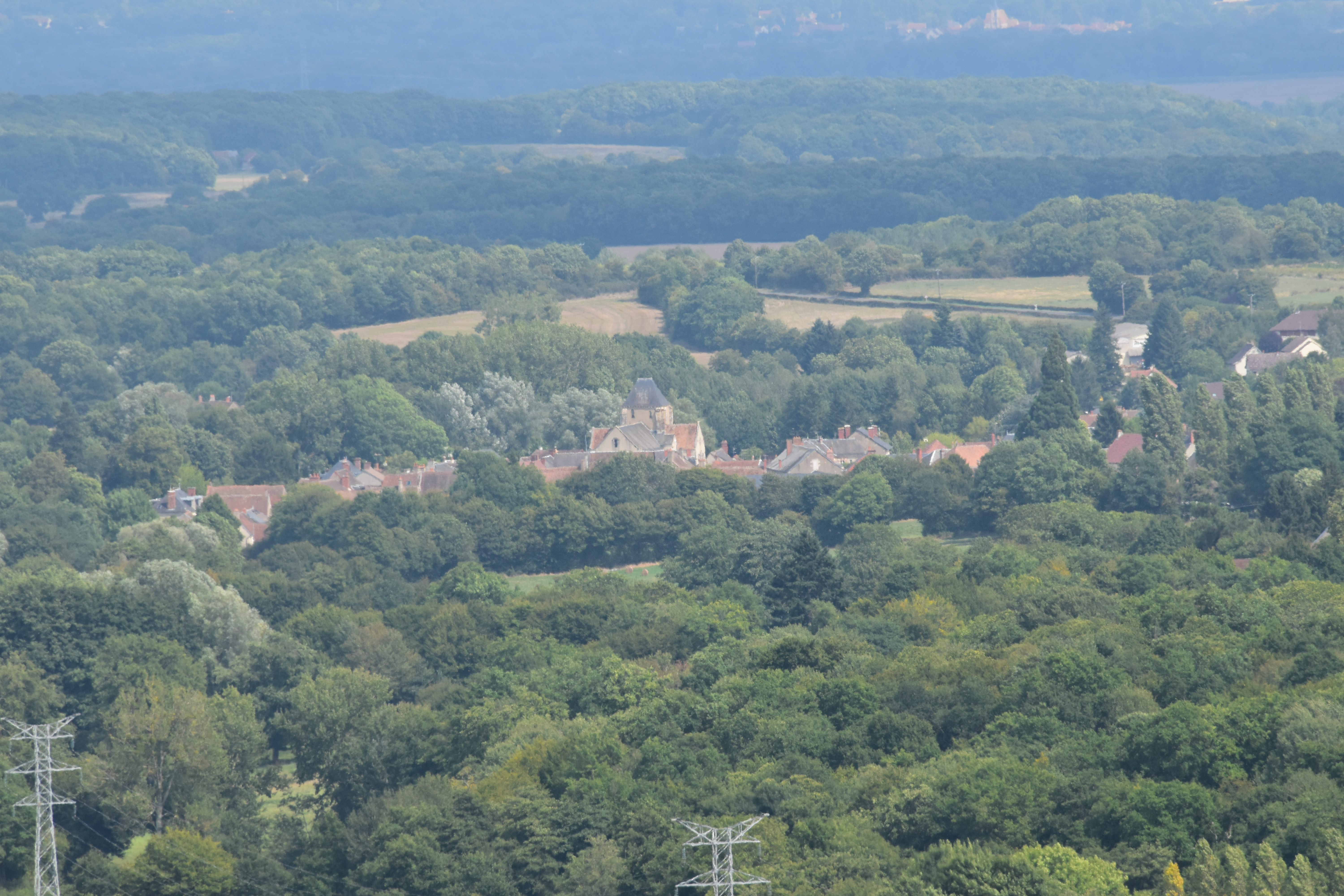
Savigny-en-Sancerre vu depuis le Faît des Marnes.
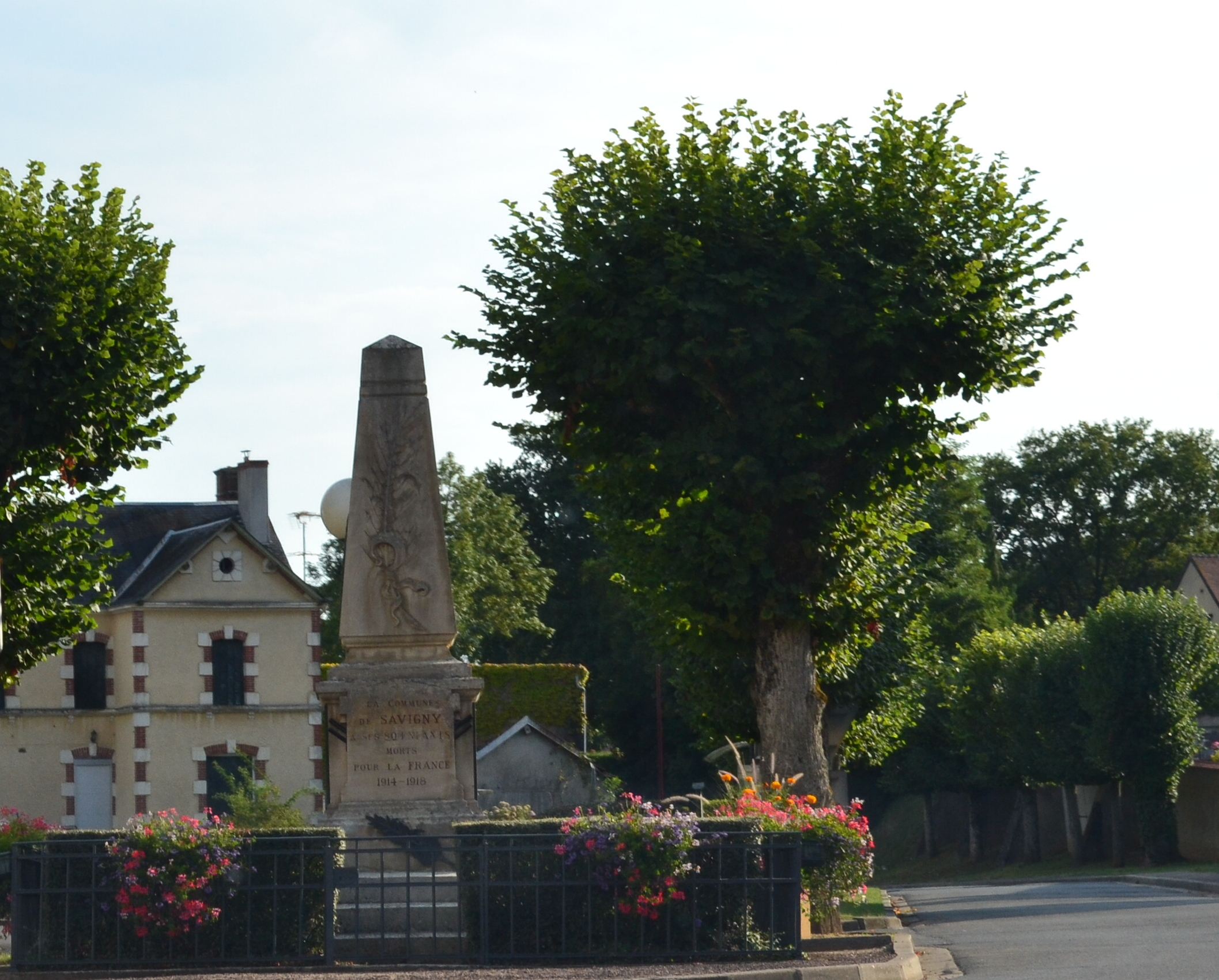
Le monument aux morts.
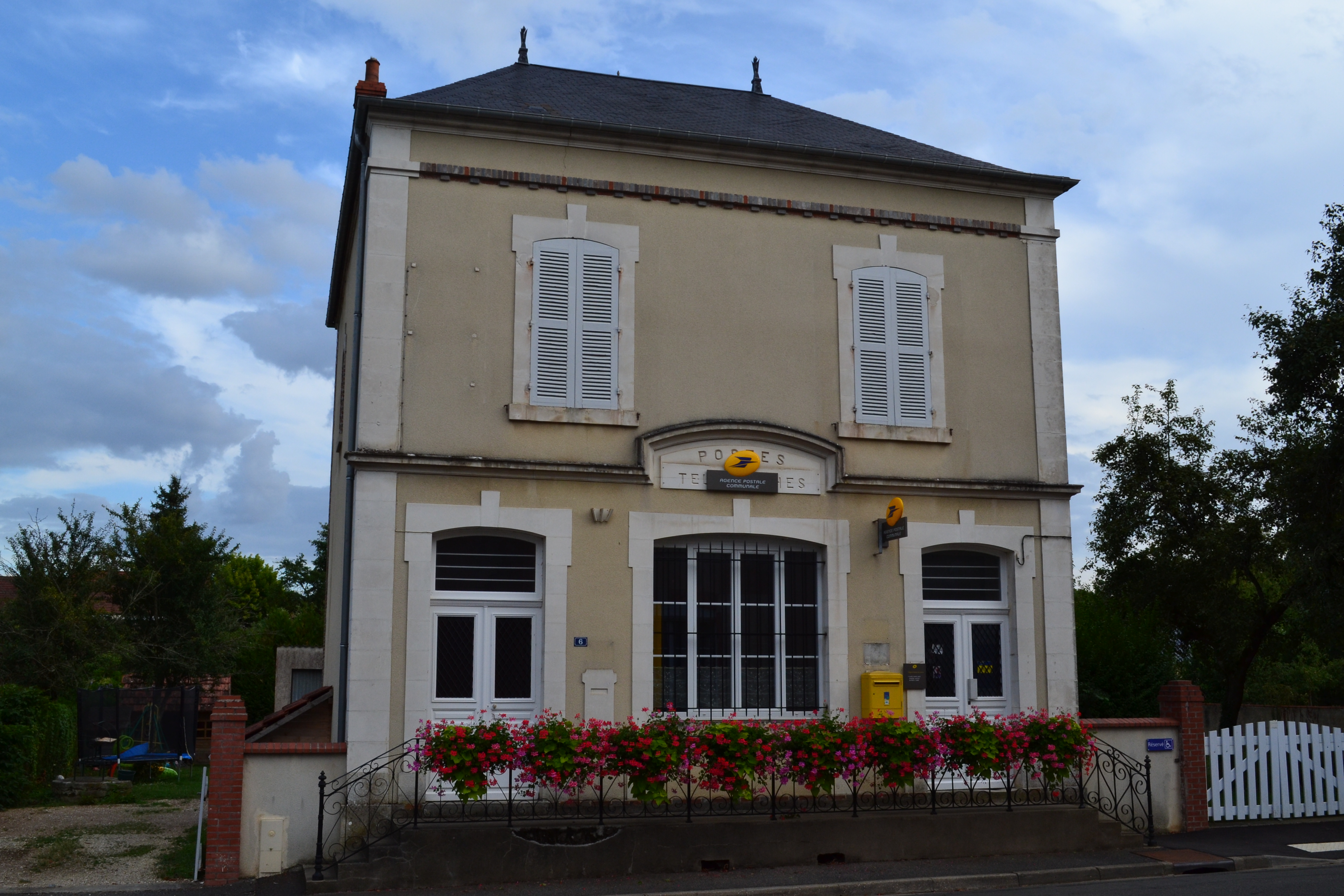
La poste.
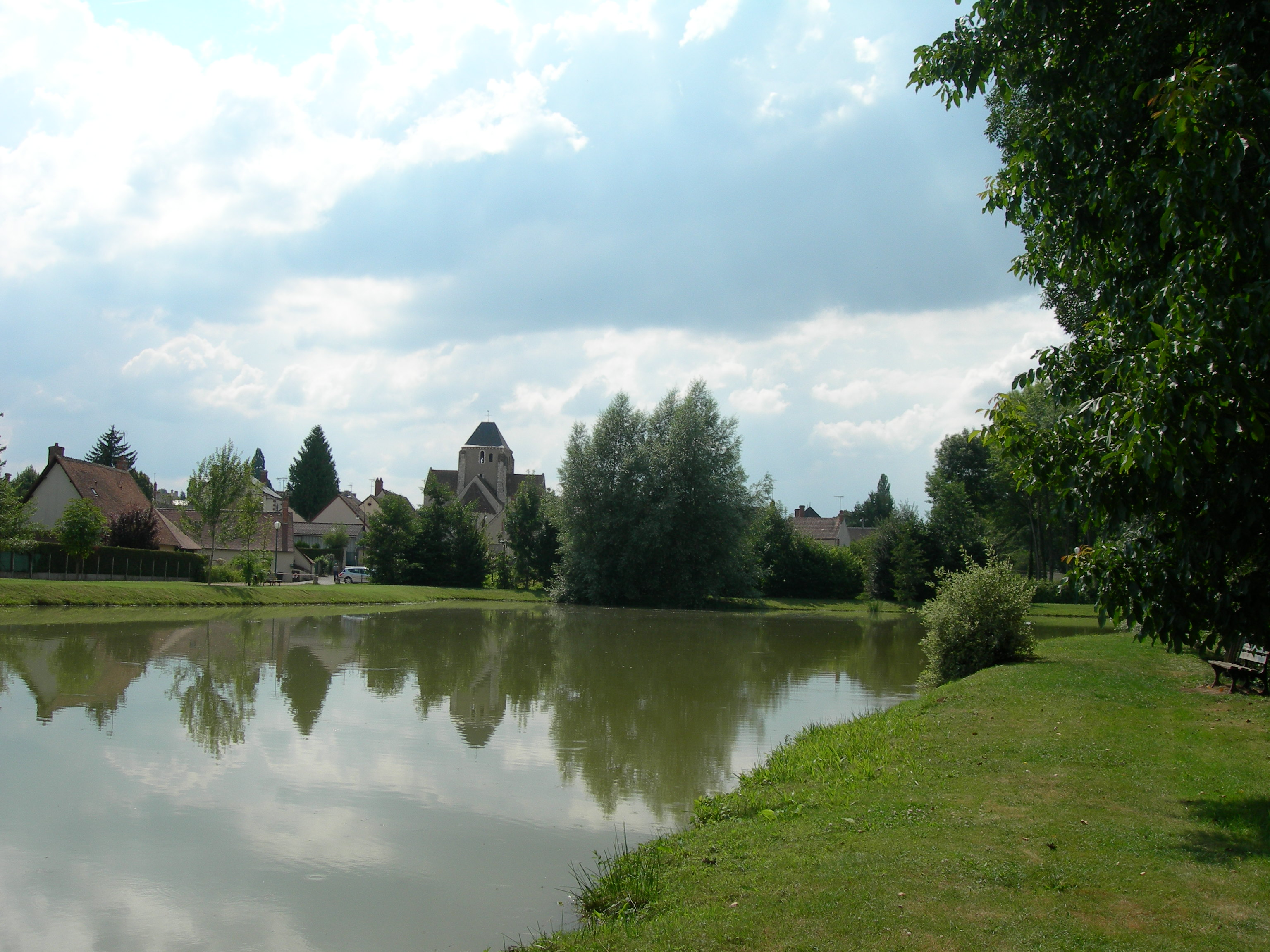
L'Étang des quatre marronniers.